# Habichtswald
Cet article concerne la montagne. Pour la commune, voir Habichtswald (commune).
Le Habichtswald (littéralement : « Forêt d'autour ») est un massif de basse montagne qui fait partie du seuil des moyennes montagnes allemand. Il est situé dans le Nord de la Hesse, à l'ouest de la ville de Cassel. Son sommet le plus haut est le Hohes Gras (de) (615 m).

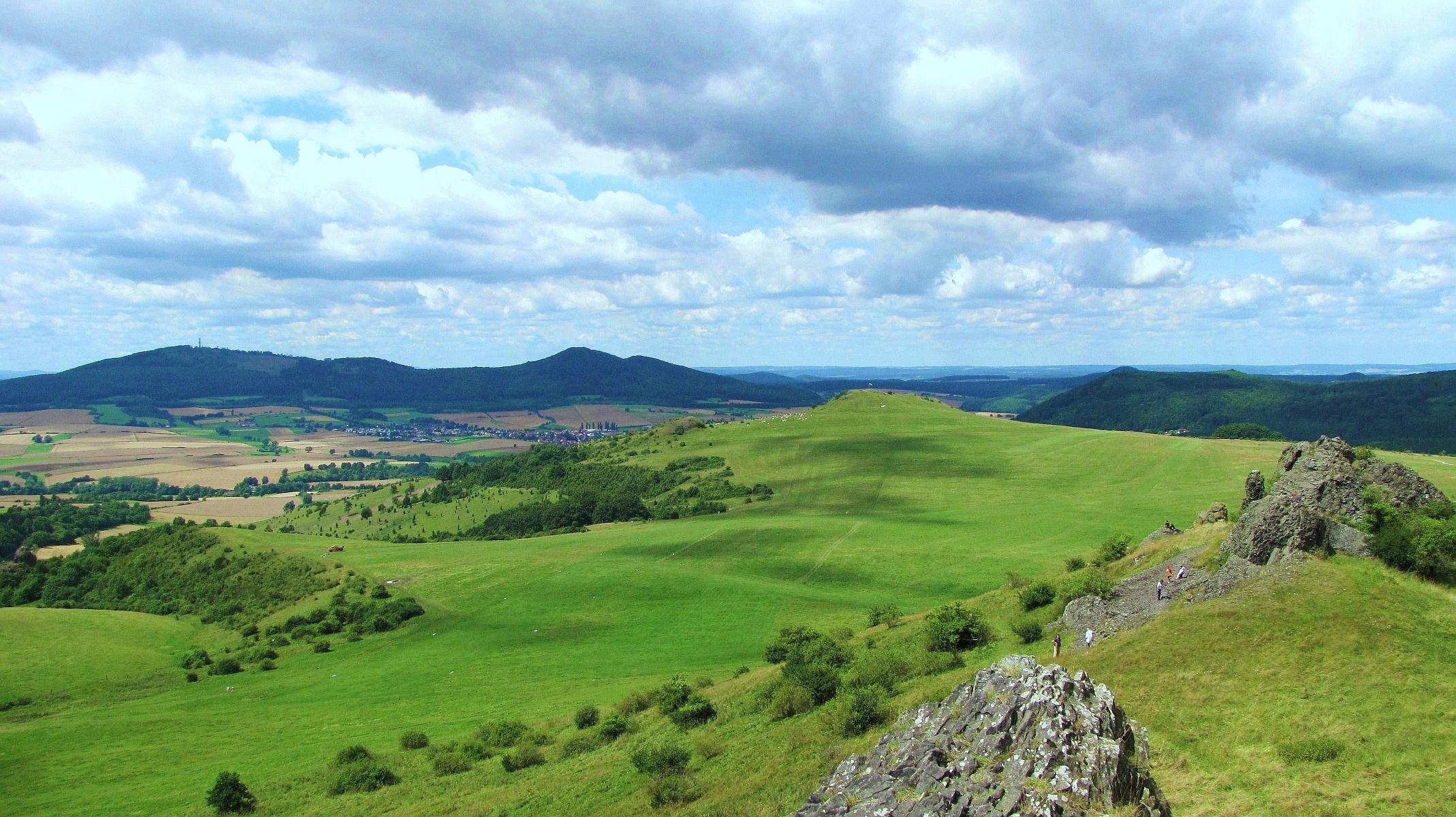
Vue du Bärenberg depuis le Dörnberg.